# إريكا مان
إريكا مان (بالألمانية: Erika Mann) (و. 1905 – 1969 م) هي صحفية، وممثلة، وكاتبة سيناريو، وكاتِبة، وكاتبة سير ذاتية، ومقالاتية من المملكة المتحدة، وألمانيا، ولدت في ميونخ، توفيت في زيورخ، عن عمر يناهز 64 عاماً، بسبب سرطان الدماغ.

## وصلات خارجية
- إريكا مان على موقع IMDb (الإنجليزية)
- إريكا مان على موقع روتن توميتوز (الإنجليزية)
- إريكا مان على موقع مونزينجر (الألمانية)
- إريكا مان على موقع ألو سيني (الفرنسية)
- إريكا مان على موقع أول موفي (الإنجليزية)
- إريكا مان على موقع قاعدة بيانات برودواي على الإنترنت (الإنجليزية)
- إريكا مان على موقع قاعدة بيانات الأفلام السويدية (السويدية)
- إريكا مان على موقع إن إن دي بي (الإنجليزية)
- إريكا مان على موقع ديسكوغز (الإنجليزية)
- إريكا مان على موقع كينوبويسك (الروسية)